# Иван Йорданов (футболист)
Вижте пояснителната страница за други личности с името Иван Йорданов.
Иван Йорданов е български професионален футболист, който играе като полузащитник на ПФК Лудогорец.

## Биография
Иван Орлинов Йорданов е роден на 7 ноември 2000 г. Той определя град Раковски за негово родно място. През 2007 г. започва да тренира футбол в детско-юношеската школа на ФК Раковски под ръководството на треньора Александър Керин, a от 2010 г. тренира в детско-юношеската школа на ПФК Ботев - Ботев 2002. От 2017 г. започва да тренира към юношеската школа на ПФК Лудогорец в Разград, където под ръководството на треньора Юрий Васев става републикански шампион с Лудогорец U19 през сезон 2017/2018 г.

### Спортна кариера
Започва професионалната си футболна кариера като полузащитник във втория отбор на ПФК Лудогорец през 2018 г. На 13 май 2018 г. той дебютира във Втора българска лига. На 1 октомври 2018 г. Йорданов вкара първия си гол за Лудогорец II при равенство 2-2 като домакин срещу ФК Поморие. През сезона 2020/2021 Йорданов е капитан на втория отбор.
През декември 2018 г. той подписва професионален договор с клуба и започва да тренира в основния отбор на ФК Лудогорец с треньор Стойчо Стоев. Йорданов прави дебюта си в първия отбор на клуба и в Първа българска лига на 13 юли 2019 г., замествайки Доминик Янков през второто полувреме в мач с победа 2-0 като домакин над ФК Царско село.
От 18 януари 2023 г. играе за Спартак Варна.

### Успехи
- Републикански шампион с Лудогорец U19 (2017-18)

## Статистика по сезони
Към 18 януари 2023 г.:
| Клуб                | Лига                | Сезон               | Лига   | Лига   | Купа   | Купа   | Континентално | Континентално | Общо   | Общо   |
| Клуб                | Лига                | Сезон               | Мачове | Голове | Мачове | Голове | Мачове        | Голове        | Мачове | Голове |
| ------------------- | ------------------- | ------------------- | ------ | ------ | ------ | ------ | ------------- | ------------- | ------ | ------ |
| ПФК Лудогорец II    | Втора лига          | 2017 – 18           | 2      | 0      | 0      | 0      | -             | -             | 2      | 0      |
| ПФК Лудогорец II    | Втора лига          | 2018 – 19           | 24     | 2      | 0      | 0      | -             | -             | 24     | 2      |
| ПФК Лудогорец II    | Втора лига          | 2019 – 20           | 18     | 2      | 0      | 0      | -             | -             | 18     | 2      |
| ПФК Лудогорец II    | Втора лига          | 2020 – 21           | 18     | 1      | 0      | 0      | -             | -             | 18     | 1      |
| ПФК Лудогорец II    | Втора лига          | 2021 – 22           | 3      | 0      | 0      | 0      | -             | -             | 3      | 0      |
| ПФК Лудогорец II    | Общо                | Общо                | 65     | 5      | 0      | 0      | -             | -             | 65     | 5      |
| ПФК Лудогорец       | Първа лига          | 2019 – 20           | 2      | 0      | 1      | 0      | 0             | 0             | 3      | 0      |
| ПФК Лудогорец       | Първа лига          | 2020 – 21           | 3      | 0      | 0      | 0      | 2             | 0             | 5      | 0      |
| ПФК Лудогорец       | Първа лига          | 2021 – 22           | 0      | 0      | 0      | 0      | 0             | 0             | 0      | 0      |
| ПФК Лудогорец       | Първа лига          | 2022 – 23           | 7      | 1      | 0      | 0      | 4             | 0             | 11     | 1      |
| ПФК Лудогорец       | Общо                | Общо                | 12     | 1      | 1      | 0      | 6             | 0             | 19     | 1      |
| Кариерна статистика | Кариерна статистика | Кариерна статистика | 77     | 6      | 1      | 0      | 6             | 0             | 84     | 6      |